# Torre de Brió
Torre de Brió (o de Briolf) és un edifici de Sant Miquel de Campmajor (Pla de l'Estany) declarat bé cultural d'interès nacional.

## Descripció
Es tracta d'una construcció de planta quadrada situada a ponent de l'església de Brió (Sant Esteve de Briolf o de Brió). Consta de planta baixa i un primer pis. La part superior de l'edifici inicial no s'ha conservat. S'ha conservat un arc de mig punt a la planta baixa i el del pis superior està malmès. La torre tenia dues portes. La de la planta baixa orientada a llevant i la del primer pis, orientada a migjorn, que ha estat molt transformada. Les dues portes tenen una llinda triangular. A les façanes oest i nord del primer pis hi ha un grup de tres finestres ben repartides.
Els murs són fets de carreus escairats de mides entre els 20 - 25 cm d'alt per de 30 a 50 de llarg. En alguns punts els murs arriben a tenir un metre de gruix.
Aquest tipus de construcció se'ls anomena "masos torre" i eren bastit per membres de la baixa noblesa -cavallers- o de la molt alta pagesia. Sovint hi vivia el batlle que representava el senyor jurisdiccional.